# Kir I.
Kir I. (staroperz. Kuruš, grč. Κύρος, perz. کوروش) bio je kralj Anšana od cca 640. do cca 580. pr. Kr. Njegov otac, Teisp od Anšana, osvojio je elamski grad Anšan i time postavio temelje za stvaranje budućeg Perzijskog Carstva.

## Podrijetlo
Kir I. jedan je od najranijih predstavnika iranske dinastije Ahemenida. Bio je unuk osnivača navedene dinastije Ahemena, odnosno sin Teispa koji je uoči svoje smrti podijelio kraljevstvo svojim sinovima. Kir I. vladao je kao kralj Anšana, dok je njegov brat Arijaramn postao kraljem Perzije. Važno je naglasiti kako je Perzija u to doba bila jedna od brojnih iranskih provincija, teritorijalno relativno malena u odnosu na kasnije golemo Ahemenidsko Perzijsko Carstvo koje je uspostavio unuk Kira I., Kir II. Veliki.

## Povijesni izvori
U kronološkom smislu teško je definirati precizne datume vezane uz Kirovo rođenje, doba vladavine te općenito događaje vezane uz njega. Najstariji povijesni podaci koji spominju Kira I. datiraju iz 652. pr. Kr., kada se babilonski kralj Šamaš-šum-ukin (vladao 668. – 648. pr. Kr.) pobunio protiv svog brata odnosno nadređenog asirskog kralja kraljeva Asurbanipala (vladao 668. – 627. pr. Kr.). Kir I. se spominje u kontekstu Šamaš-šum-ukinova ratnog saveznika. Rat između dva brata završio je 648. pr. Kr. porazom i samoubojstvom Šamaš-šum-ukina.
Kir I. se ponovo spominje 639. pr. Kr. kada je Asurbanipal porazio Elam te postao vladarom nad nekoliko bivših elamskih saveznika, među kojima se spominje i Kuras. Njegov stariji sin Arukku navodno je poslan u Asiriju da plati danak kralju. Poslije toga, čini se kako je Kuras jednostavno nestao iz povijesnih zapisa, no njegovo poistovjećivanje s Kirom I. pomaže rasvjetljavanju mnogih povijesnih događaja iz doba ahemendiske dinastije tokom 7. stoljeća pr. n. e.

## Politička zbivanja
Asirski kralj Asurbanipal umire 627. pr. Kr., a Kir I. vjerojatno nastavlja plaćati danak njegovim sinovima i nasljednicima Ašur-etil-ilaniju (vladao 627. – 623. pr. Kr.) i Sinšariškunu (vladao 623. – 612. pr. Kr.). Obojica vladara bila su u neprijateljskim odnosima s medijskim kraljem Kijaksarom (vladao 633. – 584. pr. Kr.) i njegovim babilonskim saveznikom, kraljem Nabopolasarom (vladao 626. – 605. pr. Kr.). Dvojica saveznika su 612. pr. Kr. uspjela osvojiti asirski glavni grad Ninivu što je označilo kraj Novoasirskog Carstva, iako su ostaci asirske vojske pod Ašur-ubalitom II. i dalje pružali otpor u gradu Haranu (Carrhae) pune tri godine, sve do 609. pr. Kr.
Medija i Babilonija uskoro su podijelili teritorij koji je prije pripadao Asiriji, a grad Anšan je očito pripao pod kontrolu Medije. Pretpostavlja se kako je Kir I. skončao svoje zadnje dane kao vazalni vladar Kijaksara ili njegova sina Astijaga (vladao 584. – 550. pr. Kr.).

## Ostavština
Kira I. je naslijedio njegov sin Kambiz I. od Anšana, dok će njegov unuk Kir II. stvoriti moćno Ahemenidsko Perzijsko Carstvo, najveće carstvo u povijesti antike.

## Kronologija
- 640. pr. Kr. - krunidba Kira I., sina Teispa od Anšana.
- 639. pr. Kr. - asirski kralj Asurbanipal porazio je Elam te postao vladarom nad nekoliko bivših elamskih saveznika, među kojima se spominje i Kuras (vjerojatno Kir I.)
- 627. pr. Kr. - umire Asurbanipal, a Kir I. vjerojatno nastavlja plaćati danak njegovim sinovima i nasljednicima Ašur-etil-ilaniju i Sinšariškunu.
- 612. pr. Kr. - medijski kralj Kijaksar i njegov babilonski saveznik kralj Nabopolasar uspjevaju osvojiti asirski glavni grad Ninivu što je označilo kraj Novoasirskog Carstva.
- 600-ih pr. Kr. - Medija i Babilonija dijele osvojena područja, a grad Anšan očito je pripao pod kontrolu Medije, pa je Kir I. skončao svoje zadnje dane kao vazalni vladar Kijaksara ili njegova sina Astijaga.
- 580. pr. Kr. - smrt Kira I.

## Poveznice
- Ahemenidsko Carstvo
- Perzijsko Carstvo
- Asirija
- Ahemen
- Kir Veliki

| Prethodnik:                                   | Kralj Anšana (cca 640. - cca 580. pr. Kr.) | Nasljednik:                         |
| Teisp od Anšana (cca 675. - cca 640. pr. Kr.) | Kralj Anšana (cca 640. - cca 580. pr. Kr.) | Kambiz I. (cca 580. - 559. pr. Kr.) |

## Vanjske poveznice
- Kir I. od Anšana, livius.org  Arhivirana inačica izvorne stranice od 22. prosinca 2012. (Wayback Machine)
- Arukku sa „Encyclopædia Iranica“  Arhivirana inačica izvorne stranice od 29. siječnja 2009. (Wayback Machine)
- A. Shapur Shahbazi: Kir I. sa: Encyclopædia Iranica, 6. svezak, str. 516.